# Sunao Tawara
Sunao Tawara (5 de julho de 1873 – 19 de janeiro de 1952) foi um patologista japonês, autor da descoberta do nódulo auriculoventricular do coração, publicada em 1906 na monografia Das Reizleitungssystem des Säugetierherzens.